# Esta mierda me supera
Esta mierda me supera (título original en inglés: I Am Not Okay with This) es una serie de televisión estadounidense de drama juvenil con toques sobrenaturales protagonizada por Sophia Lillis y Wyatt Oleff, basada en la novela gráfica del mismo nombre de Charles Forsman.
La novela relata la vida de una joven con poderes, intentando controlar estos para sentirse mejor pues también lidia con los problemas de la juventud. Fue estrenada en Netflix el 26 de febrero de 2020. La serie fue cancelada el 21 de agosto del mismo año a través de una portavoz muy cercano a Netflix, debido a la pandemia por coronavirus, incluso con los guiones listos y preparados.

## Reparto
Principales
- Sophia Lillis como Sydney Novak.
- Sofia Bryant como Dina.
- Wyatt Oleff como Stanley Barber.
- Kathleen Rose Perkins como Maggie Novak.

Recurrentes
- Richard Ellis como Bradley Lewis.
- David Theune como Profesor File.
- Aidan Wojtak-Hissong como Liam Novak.

## Episodios
| N.º | Título                       | Dirigido por       | Escrito por                       | Fecha de emisión original |
| --- | ---------------------------- | ------------------ | --------------------------------- | ------------------------- |
| 1 | «Dear Diary...»              | Jonathan Entwistle | Jonathan Entwistle & Christy Hall | 26 de febrero de 2020     |
| Sydney Novak, de 17 años, lidia con sus actitudes agresivas escribiendo en un nuevo diario dado por la consejera escolar. Entre sus frustraciones diarias se halla el nuevo novio de su mejor amiga Dina, Brad, el típico atleta presumido, quien comienza a sangrar de la nariz incintrolada e inexplicamente en presencia de Syd. En su hogar tampoco la pasa bien, su cuerpo presenta cambios propios de la edad y su madre estresada ha guardado distancia desde la muerte de su padre. Tras un intento desafortunado por expresar sus frustraciones a su madre, Syd sufre un ataque de ansiedad en su cuarto que provoca una grieta enorme en la pared. |                              |                    |                                   |                           |
| 2 | «The Master of One F**k»     | Jonathan Entwistle | Christy Hall                      | 26 de febrero de 2020     |
| Debiendo cumplir un encargo de su madre y sin muchas alternativas, Syd pasa el día con su peculiar vecino Stanley, descubriendo tener muchas cosas en común. La cada vez más frecuente ausencia de Dina y los sucesos extraños desencadenados a raíz de sus frustraciones, le hacen percatarse a Syd de que posee una tenebrosa habilidad. |                              |                    |                                   |                           |
| 3 | «The Party's Over»           | Jonathan Entwistle | Liz Elverenli                     | 26 de febrero de 2020     |
| Syd experimenta sentimientos contradictorios después de su encuentro íntimo con Stanley, por lo que decide asistir a una fiesta con Dina para distraerse. Un incidente con la mascota del hogar le hace percatarse a Syd de lo peligroso de su habilidad y termi a abriendo aún más la herida por el suicidio de su padre. |                              |                    |                                   |                           |
| 4 | «Stan by Me»                 | Jonathan Entwistle | Tripper Clancy                    | 26 de febrero de 2020     |
| 5 | «Another Day in Paradise»    | Jonathan Entwistle | Tripper Clancy                    | 26 de febrero de 2020     |
| 6 | «Like Father, Like Daughter» | Jonathan Entwistle | Christy Hall                      | 26 de febrero de 2020     |
| 7 | «Deepest, Darkest Secret»    | Jonathan Entwistle | Christy Hall & Jenna Westover     | 26 de febrero de 2020     |

## Recepción
La serie ha sido bien recibida por la crítica. En Rotten Tomatoes, la serie tiene un 86% de aprobación con una puntuación promedia de 6.82 sobre 10. Su consenso indica: «Tan difícil y encantadora como la juventud misma, pero con el doble de giros sobrenaturales, la primera temporada de Esta mierda me supera a veces se desvía hacia un territorio poco profundo, pero se mantiene a flote gracias a la sólida actuación de Sophia Lillis». En Metacritic tiene una puntuación de 68 sobre 100, «indicando reseñas generalmente favorables».